# Юзеф Клоновський
Юзеф Клоновський (*Józef Klonowski, д/н — 1653) — польсько-білоруський шляхтич, державний діяч Речі Посполитої.

## Життєпис
Походив зі шляхетського роду Клоновських гербу Лещиць. Про молоді роки замало відомостей. У 1618 році стає стольником полоцьким. У 1632 році був одним з представників Полоцького воєводства на елекційному сеймі, який обрав Владислава IV Вазу королем.
1640 року призначається писарем скарбниці Великого князівства Литовського. 1641 році обирається послом від полоцького сеймику на Варшавський (загальний) сейм. 1643 року стає підкоморієм полоцьким.
1647 році призначається на посаду каштеляна вітебського. 1648 році брав участь в елекційному сеймі, де було обрано королем Яна II Казимира. 1652 році стає воєводою Берестейським. Обіймав посаду до самої смерті, що сталася на початку 1653 року.